# Алекс Кіньйонес
Алекс Леонардо Кіньйонес Мартінес (ісп. Álex Leonardo Quiñónez Martínez; 11 серпня 1989 — 22 жовтня 2021) — еквадорський легкоатлет, що спеціалізується в спринті, чемпіон та призер світових та континентальних першостей у різних спринтерських дисциплінах, національний мультирекордсмен, учасник Олімпійських ігор-2012 (7 місце в бігу на 200 метрів).
На світовій першості-2019 у Досі атлет виборов «бронзу» в бігу на 200 метрів.
Застрелений в Гуаякілі невідомими вночі 22 жовтня 2021 року.